# Xã Glenwood, Quận Deuel, South Dakota
Xã Glenwood (tiếng Anh: Glenwood Township) là một xã thuộc quận Deuel, tiểu bang Nam Dakota, Hoa Kỳ. Năm 2010, dân số của xã này là 105 người.